# 구스타프 추 자인비트겐슈타인베를레부르크
구스타프 추 자인비트겐슈타인베를레부르크(Gustav, 7th Prince of Sayn-Wittgenstein-Berleburg, 1969년 1월 12일 ~ )는 덴마크 공주 베네딕테외 리하르트 추 자인비트겐슈타인베를레부르크의 장남이자 유일한 아들이다.